# Глигор Йовановски
Глигор Йовановски (на македонска литературна норма: Глигор Јовановски) е химик от Северна Македония, академик на Македонската академия на науките и изкуствата от 2006 година.

## Биография
Роден е на 17 юли 1945 година в реканското православно-мюсюлманско албанско село Нистрово, тогава в Комунистическа Югославия. В 1969 година завършва Природо-математическия факултет на Скопския университет. В 1974 година защитава магистратура, а в 1981 година - докторат по химия в Природо-математическия факултет на Загребския университет. Преподава физична химия, кристалография и наука за материалите на студенти по химия и биология в Скопския и Щипския университет. Преподава и в Института по химия, на който е и шеф. Автор е на много трудове. Ръководител е и на Института за физична химия. От 1990 до 1993 година е член на редакционната колегия, а от 1994 до 1997 година е главен редактор на списание „Гласник на хемичарите и технолозите на Македония“. Член е на Съюза на химиците и технолозите на Македония, на Хърватската кристалографска асоциация и на Американското химично общество.